# Cuyoaco
Cuyoaco är en kommun i Mexiko.   Den ligger i delstaten Puebla, i den sydöstra delen av landet, 160 km öster om huvudstaden Mexico City.
Följande samhällen finns i Cuyoaco:
- Francisco I. Madero
- Guadalupe Victoria
- La Trinidad Pochinto
- El Valle
- El Calvario
- Emiliano Zapata